# Erica Gimpel
Erica Fawn Gimpel (Manhattan, Nova York, 25 de juny de 1964) és una actriu, cantant, compositora i ballarina nord-americana. És coneguda sobretot pels seus papers en les sèries de televisió Fame (on cantava el tema principal) de Coco Hernandez i Profiler de Angel Brown. També és coneguda pels seus papers recurrents a les sèries ER com Adele Newman i a Veronica Mars com Alicia Fennel. Des de 2018-2020, Gimpel va tenir un paper recurrent com a Trisha a la sèrie God Friended Me.
Gimpel va ser jutge de Fame: The Musical de RTÉ One, un programa de talent de la televisió irlandesa que buscava un noi i una noia per interpretar respectivament a Nick i Serena a la producció de Fame a la gira irlandesa.
El gener del 2010, Gimpel va publicar el seu primer CD, Spread your Wings and Fly.

## Vida personal
Gimpel va néixer a Manhattan, Nova York. El 1982 es va graduar a l'Escola Superior d'Arts Escèniques de Nova York, uns mesos després de començar a filmar el seu paper d'estudiant a la mateixa escola per al programa de televisió Fame. Havia fet gires pels Estats Units i Europa amb la seva mare, la cantant Phyllis Bash, a l'obra Porgy and Bess. El seu pare és Joseph Gimpel, un escriptor de contes.

## Filmografia

### Pel·lícules
| Any  | Títol                          | Paper           | Notes        |
| ---- | ------------------------------ | --------------- | ------------ |
| 1990 | King of New York               | Dr. Shute       |              |
| 1990 | Penny Ante: The Motion Picture | Dale Martinez   |              |
| 1991 | Undertow                       | Nina            |              |
| 1994 | The Fence                      | Jackie          |              |
| 1995 | Smoke                          | Doreen Cole     |              |
| 1996 | Sticks & Stones                | Miss William    |              |
| 1997 | Touch Me                       | Kareen          |              |
| 2001 | No Such Thing                  | Judy            |              |
| 2003 | Freaky Friday                  | Harry's Teacher |              |
| 2004 | In Your Eyes                   | Yolie           |              |
| 2004 | Betty's Treats                 | Mrs. Wilson     | Curtmetratge |
| 2007 | The List                       | Gail            |              |
| 2009 | Veronika Decides to Die        | Nurse White     |              |
| 2009 | Blue Eyes                      | Sandra          |              |
| 2010 | Machete Joe                    | Erica           |              |
| 2013 | Tio Papi                       | Det. Johnson    |              |
| 2015 | Sex, Death and Bowling         | Shanti          |              |
| 2017 | Romeo and Juliet in Harlem     | Nurse           |              |
| 2020 | Sylvie's Love                  | Eunice          |              |

### Televisió
| Any       | Títol                             | Paper                        | Notes                                                                                 |
| --------- | --------------------------------- | ---------------------------- | ------------------------------------------------------------------------------------- |
| 1982–1987 | Fame                              | Coco Hernandez               | (60 episodes)                                                                         |
| 1985      | Spenser: For Hire                 | Shelley                      | Episodi: "Original Sin"                                                               |
| 1985      | North and South                   | Semiramis                    | Minisèrie                                                                             |
| 1986      | North and South, Book II          | Semiramis                    | Minisèrie                                                                             |
| 1988      | The Cosby Show                    | Jennifer                     | Episodi: "Waterworks"                                                                 |
| 1988      | Case Closed                       | Kathy                        | Pel·lícula de TV                                                                      |
| 1990      | American Playhouse                | Wendy                        | Episodi: "Women & Wallace"                                                            |
| 1994      | Law & Order                       | Templeton                    | Episodi: "Breeder"                                                                    |
| 1994–2002 | Touched by an Angel               | Sydney Jessup                | 2 episodis                                                                            |
| 1995      | New York Undercover               | Melinda                      | Episodi: "The Smoking Section"                                                        |
| 1995      | The Price of Love                 | Officer Hudson               | Pel·lícula de TV                                                                      |
| 1996      | Babylon 5                         | Cailyn                       | Episodi: "Walkabout"                                                                  |
| 1996–1999 | Profiler                          | Angel Brown                  | Paper regular (45 episodis)                                                           |
| 1997      | The Big Easy                      | Felice Carlyle               | Episodi: "Driving Ms. Money"                                                          |
| 1997–2003 | ER                                | Adele Newman                 | Paper recurrent (19 episodis)                                                         |
| 1999      | Santa and Pete                    | Cassie Moore                 | Pel·lícula de TV                                                                      |
| 1999      | Intimate Betrayal                 | Toni                         | Pel·lícula de TV                                                                      |
| 2000      | The District                      | Ella's Lawyer                | Episodis: "The Real Terrorist", "How They Lived"                                      |
| 2001      | Roswell                           | FBI Agent Suzanne Duff       | Episodis: "We Are Family", "Disturbing Behavior", "How the Other Half Live"           |
| 2002      | MDs                               | Allison Greely               | Episodi: "Cruel and Unusual"                                                          |
| 2003–2004 | JAG                               | Varese Chestnut              | 2 episodis                                                                            |
| 2004      | Beck and Call                     | Leah                         | Curt                                                                                  |
| 2004      | The Division                      | Aimee Breckridge             | Episodi: "Bite Me"                                                                    |
| 2004      | A Boyfriend for Christmas         | Beth                         | Pel·lícula de TV                                                                      |
| 2004–2006 | Veronica Mars                     | Alicia Fennel                | Paper recurrent (9 episodis)                                                          |
| 2005      | Everwood                          | Dr. Gans                     | Episodi: "Surprise"                                                                   |
| 2006      | House                             | Elizabeth Stone              | Episode: "Failure to Communicate"                                                     |
| 2006      | Jane Doe: The Harder They Fall    | Margaret Monroe              | Pel·lícula de TV                                                                      |
| 2006      | Numb3rs                           | Principal Riva Bell          | Episodi: "Waste Not"                                                                  |
| 2006–2012 | Criminal Minds                    | Sarah                        | 2 episodis                                                                            |
| 2006–2007 | Boston Legal                      | Attorney Samantha Fried      | Episodis: "The Cancer Man Can", "Helping Hands", "Breast in Show", "Selling Sickness" |
| 2007      | Close to Home                     | Dr. Udell                    | Episodi: "Protégé"                                                                    |
| 2007      | Murder 101: If Wishes Were Horses | Police Sgt. Joanne Matterson | Pel·lícula de TV                                                                      |
| 2008      | Eleventh Hour                     | Lizzie Summers               | Episodi: "Cardiac"                                                                    |
| 2009      | Grey's Anatomy                    | Bethany Anderson             | Episodi: "Invest in Love"                                                             |
| 2011      | Prime Suspect                     | Principal                    | Episodi: "Wednesday's Child"                                                          |
| 2011      | The Young and the Restless        | Det. Harriet Mauro           | Paper recurrent (10 episodis)                                                         |
| 2011–2012 | Rizzoli &amp; Isles               | ER Doctor                    | 2 episodis                                                                            |
| 2012      | Nikita                            | Carla Bennett                | Episodis: "Rogue", "Origins", "Doublecross"                                           |
| 2012      | True Blood                        | Faerie Elder                 | Episodi: "Sunset"                                                                     |
| 2013      | Cult                              | Ginny Yarrow                 | Episodis: "The Good Fight", "The Devil You Know"                                      |
| 2014      | Switched at Birth                 | Yvette Gifford               | Episodis: "Have You Really the Courage?", "Memory Is Your Image of Perfection"        |
| 2015      | Code Black                        | Alice Sellers                | Episodi: "Black Tag"                                                                  |
| 2016      | The Catch                         | Renée Etheridge              | Episodi: "The Larágan Gambit"                                                         |
| 2016      | Murder in the First               | Corinne Hager                | Episodi: "The Barbers of Seville"                                                     |
| 2017      | Shut Eye                          | Agent Sims                   | 3 episodis                                                                            |
| 2018      | Chicago Med                       | Lydia Singleton              | Episodi: "An Inconvenient Truth"                                                      |
| 2018–2020 | God Friended Me                   | Trisha                       | Paper recurrent (Temporada 1), Paper principal (temporada 2)                          |
| 2021      | NCIS New Orleans                  | Lynette Carter               | Episodi: Leda and The Swan Part 1 i Part 2                                            |